# Riftzone

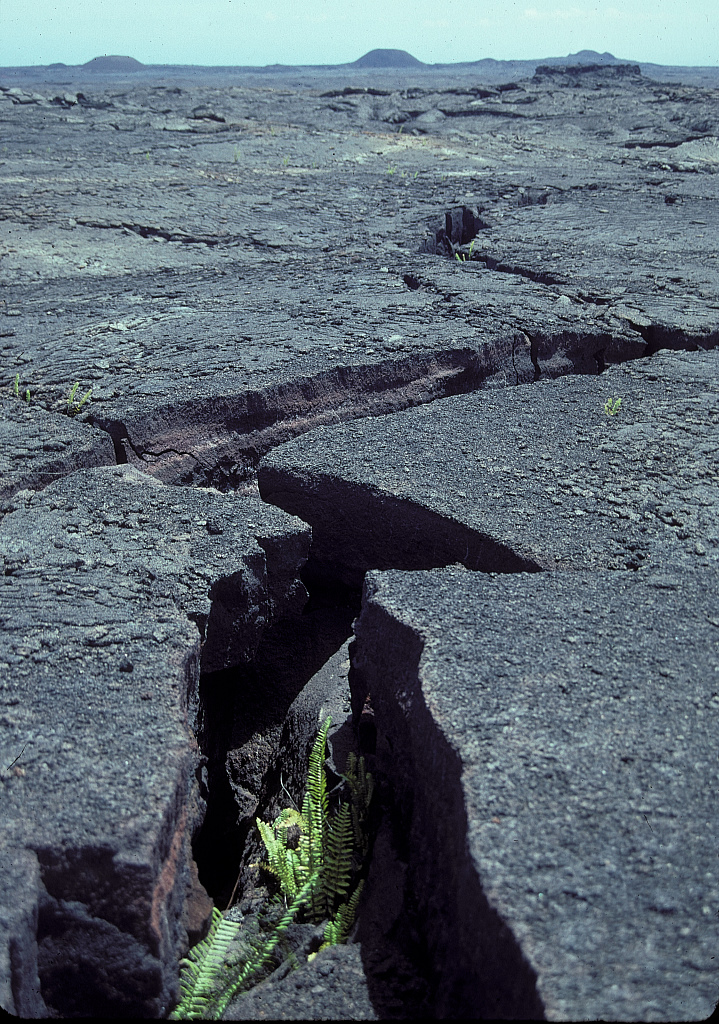
Oostelijke Riftzone op Kilauea

Een riftzone is een met name bij schildvulkanen voorkomend verschijnsel, waarbij een linaire reeks fissuren in het vulkaanoppervlak ervoor zorgen dat bij een uitbarsting lava uit de flanken van de vulkaan stroomt in plaats van uit de top. Een goed voorbeeld hiervan is de Kīlauea op Hawaï, waar tot eind april 2018 lava uit de Puʻu ʻŌʻō op de oostelijke riftzone stroomde. Deze riftzone ligt ongeveer 15 kilometer van de krater van Kilauea. Vervolgens kwam de lava 40 kilometer verder uit de grond in een lager deel van de riftzone.  
Riftzones strekken zich vaak over lengtes van tientallen kilometers in een straal rondom de vulkaantop uit. Door de geaccumuleerde lava van meerdere uitbarstingen langs de riftzone krijgt de vulkaan in kwestie vaak een langwerpige vorm. Dit is onder andere te zien bij Mauna Loa. 